# Warehouse 13
Warehouse 13 és una sèrie estatunidenca de ciència-ficció que es va estrenar el 7 de juliol de 2009 al canal Syfy. Produïda per Jack Kenny i David Simkins, la sèrie segueix les aventures de dos agents del Servei Secret dels EUA, Myka Bering (Joanne Kelly) i Peter Lattimer (Eddie McClintock), que són reassignats al dipòsit secret número 13 del govern nord-americà, que acull objectes sobrenaturals. Ells tenen com a tasca recuperar els objectes desapareguts i investigar els informes d'altres de nous.